# Luigi Cossa
Luigi Cossa, född 27 maj 1831 i Milano, död 10 maj 1896, var en italiensk nationalekonom.
Cossa, som tillhörde en adlig familj, utnämndes 1858 till e.o. och 1860 till ordinarie professor i nationalekonomi vid Pavias universitet samt var därjämte lärare vid tekniska högskolan i Milano. Med kritiskt omdöme tillgodogjorde sig han den utländska nationalekonomiska litteraturens resultat och förstod att uppskatta alla de olika nationalekonomiska "skolornas" bidrag till vetenskapen.

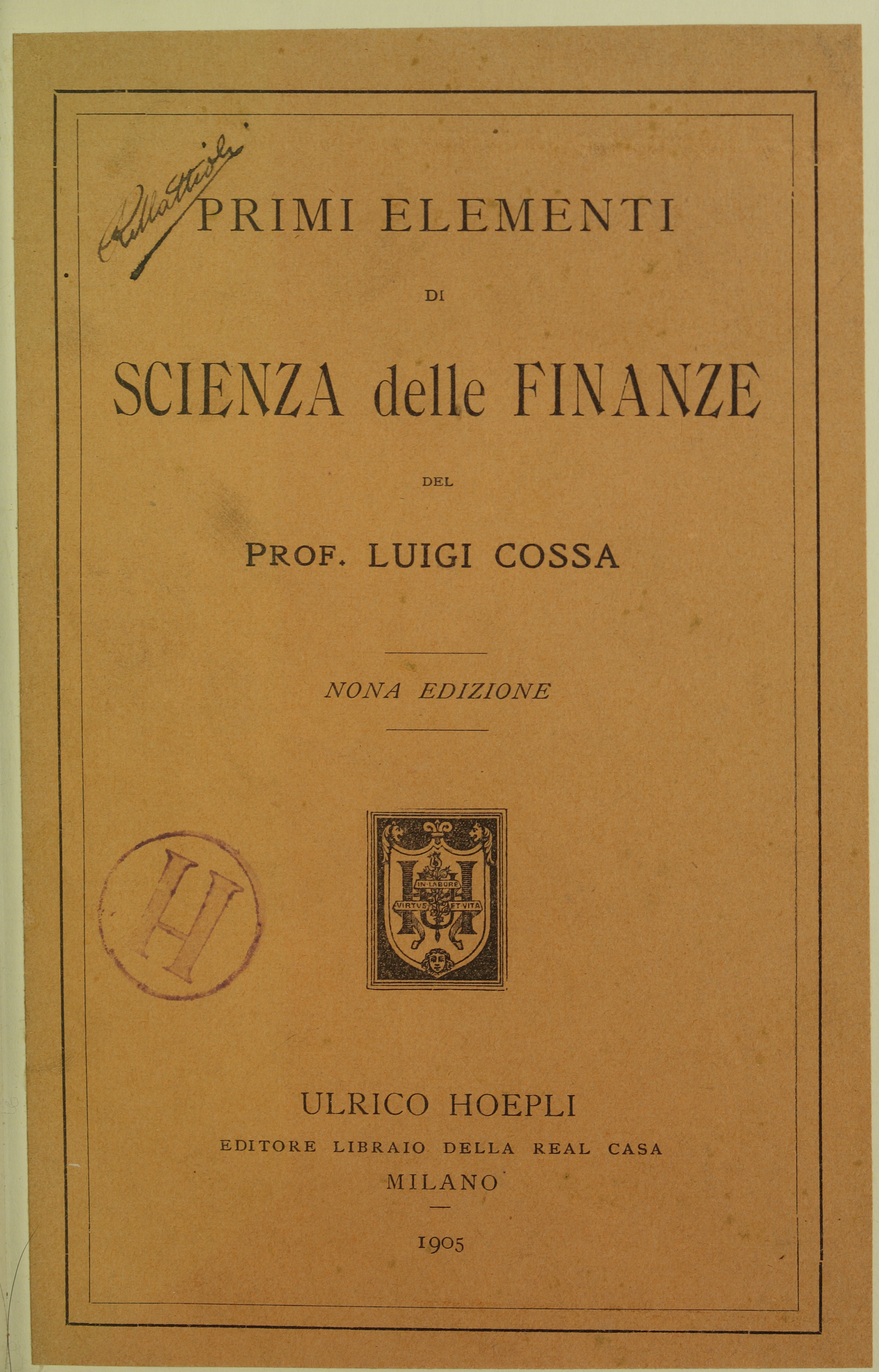
Primi elementi di scienza delle finanze, 1905

Cossas förnämsta arbeten, vilka översatts till flera språk, är Primi elementi di economia politica (1876; många upplagor), Primi elementi di scienza delle finanze (1876; översatt av Theodor Rabenius under titeln "Första grunderna af finansvetenskapen", 1882), Guida allo studio dell' economia politica (1876; tredje omarbetade upplagan under titel Introduzione allo studio dell' economia politica, 1892), som till större delen utgör en framställning av nationalekonomins historia och Saggi di economia politica (1878).